# Alexander Nuno Alvaro
Alexander Nuno Alvaro (n. 26 mai 1975, Bonn, Germania) este un om politic german, membru al Parlamentului European în perioada 2004-2014 din partea Germaniei. A fost vicepreședinte al Parlamentului European între 2012 și 2014.